# Fosa poplítea
La fosa poplítea o hueco poplíteo, en el humano y algunos otros animales, es una depresión más o menos romboidal de eje mayor vertical, localizada en la región entre el muslo y la pierna, que se corresponde adelante con la rodilla. Coloquialmente, se le conoce como el corvejón o la corva.

## Etimología
En latín, a la parte de la pierna opuesta a la rodilla se le daba el nombre de poples. Por extensión, a los vasos sanguíneos, nervios y ganglios y vasos linfáticos que se encuentran en esa región anatómica se les da el nombre adjetivo de poplíteo.
Por otra parte, el término corva llega al español del latín curvus, por razón de que es por esta parte por donde se dobla y encorva la pierna.

## Límites[4]
La fosa poplítea está limitada por seis paredes, musculares y aponeuróticas fundamentalmente:
1. Pared superolateral: el músculo bíceps femoral.
2. Pared superomedial: los músculos semimembranoso, semitendinoso, músculo grácil y músculo sartorio.
3. Pared inferolateral: la cabeza lateral del músculo gastrocnemio (según algunos autores se considera el músculo plantar delgado como pared ínferolateral y suprahioideo).
4. Pared inferomedial: la cabeza medial del músculo gastrocnemio.
5. Pared anterior: el fémur y el músculo poplíteo.
6. Pared posterior: la aponeurosis profunda y superficial y la piel.

Además, el hueco poplíteo está dividido por el techo y el suelo. El techo de superficial a profundo consta de:
- Piel
- Fascia superficial (la cual contiene la vena safena, la rama terminal del nervio posterior cutáneo, la división posterior del nervio cutáneo medial, el nervio cutáneo sural lateral y medial).
- Fascia profunda.

El suelo está formado por:
- La superficie poplítea del fémur
- La cápsula del ligamento de la rodilla y el ligamento poplíteo oblicuo
- Y una fascia fuerte que recubre el músculo poplíteo

## Contenido
De lateral a medial se encuentran las siguientes estructuras:
- Nervio ciático, ubicado al nivel del ángulo superior de la fosa poplítea, se bifurca en sus ramos terminales (nervio tibial y nervio peroneo común).
- Vena poplítea, ocupa el plano medio, entre la arteria y el nervio de la región. A nivel de la interlínea articular recibe a la vena safena externa o menor; esta última corre por el piso de la fosa poplítea, y antes de desembocar en la vena poplítea cruza al lado medial del nervio tibial.
- Arteria poplítea, ubicada en un plano más profundo, apoyada sobre el esqueleto, desciende oblicuamente hacia lateral, hasta que llega al anillo del sóleo, aquí termina dividiéndose en la arteria tibial anterior y posterior.
- Además se encuentran los nódulos linfáticos poplíteos.
- Tejido adiposo

## Patologías
Enfermedades de relevancia clínica de la fosa poplítea:
La aparición de masas en esta ubicación tiene dos causas probables:
a) El quiste de Baker: Consiste en la inflamación de la bursa del músculo semimembranoso. Suele venir acompañada de artritis en la rodilla. Normalmente se autodisuelve, pero se pueden dar casos donde el quiste se rompa y llegue a producir síntomas similares a una trombosis venosa profunda.

b) Aneurisma poplíteo: Un aneurisma es una dilatación de una arteria superior al 50% de su diámetro normal. La fascia poplítea es dura y no extensible, por lo tanto un aneurisma de la arteria poplítea tiene consecuencias para los otros contenidos del hueco poplíteo. 